# Де Сверт, Жюль
Жюль де Сверт (нидерл. Pierre-Julien (Jules) De Swert; 16 августа 1843, Лёвен — 24 февраля 1891, Остенде) — бельгийский виолончелист, композитор и музыкальный педагог.
Сын и ученик Хермана Десверта (1803—1873), хормейстера Лёвенского собора и музыкального педагога. Окончил с отличием Брюссельскую консерваторию (1858) у Адриана Франсуа Серве. Концертировал по Европе, в 1865 г. поступил концертмейстером в оркестр Дюссельдорфа, в 1868 г. был солистом Придворной капеллы в Веймаре, в 1869—1872 гг. преподавал в Берлинской Высшей школе музыки. В 1874 г. по приглашению Рихарда Вагнера работал концертмейстером в Байройте. Затем работал в Висбадене и Лейпциге. В 1888 г. возглавил Музыкальную академию в Остенде и местный оркестр, по совместительству преподавая виолончель в консерваториях Гента и Брюгге.
Композиторское наследие де Сверта включает оперу «Альбигойцы» (нем. Die Albigenser; 1878), симфонию, три виолончельных концерта, песни.
Братья — скрипач и композитор Жан Десверт (1832—1856) и виолончелист Изидор Десверт.